# 王树东 (1971年)
王树东（1971年—），号秦城阁，天津宝坻人，中国书画家。为中国书法家协会会员、天津市书法家协会会员、天津市书法家协会刻字委员会委员、天津市宝坻区书法家协会副主席、天津市宝坻区篆刻家协会副主席、京东印社副社长、宝坻书画院特聘创作研究员。作品入展全国第四届刻字艺术展、全国第五届刻字艺术展、全国第七届刻字艺术展、全国第八届刻字艺术展、天津市第九届书法篆刻展。